# Herbita cyclopeata
Herbita cyclopeata là một loài bướm đêm trong họ Geometridae.